# Nuoto ai Giochi della XXXIII Olimpiade - Staffetta 4x100 metri stile libero maschile
La gara di nuoto della staffetta 4x100 metri stile libero maschile dei Giochi della XXXIII Olimpiade di Parigi è stata disputata il 27 luglio 2024 presso la Paris La Défense Arena. Vi hanno preso parte 16 squadre nazionali.

## Record
Prima della competizione il record del mondo e il record olimpico erano i seguenti:
| Record mondiale | 3'08"24 | Stati Uniti Michael Phelps (47"51) Garrett Weber-Gale (47"02) Cullen Jones (47"65) Jason Lezak (46"06) | 11 agosto 2008 Pechino, Cina |
| Record olimpico | 3'08"24 | Stati Uniti Michael Phelps (47"51) Garrett Weber-Gale (47"02) Cullen Jones (47"65) Jason Lezak (46"06) | 11 agosto 2008 Pechino, Cina |

Nel corso della competizione non sono stati migliorati.

## Programma
| Data           | Ora (UTC+1) | Turno    |
| -------------- | ----------- | -------- |
| 27 luglio 2024 | 12:26       | Batterie |
| 27 luglio 2024 | 21:44       | Finale   |

## Risultati

### Batterie
| Pos. | Batteria | Corsia | Nazione       | Atleti | Tempo   | Note |
| ---- | -------- | ------ | ------------- | --- | ------- | ---- |
| 1    | 1        | 5      | Cina          | Wang Haoyu (48"61) Juner Chen (48"10) Ji Xinjie (47"93) Pan Zhanle (46"98)                                    | 3'11"62 | Q    |
| 2    | 2        | 4      | Australia     | Jack Cartwright (48"51) William Yang (48"39) Flynn Southam (47"91) Kyle Chalmers (47"44)                      | 3'12"25 | Q    |
| 3    | 1        | 3      | Gran Bretagna | Duncan Scott (48"61) Jacob Henry Whittle (47"90) Alexander Cohoon (47"91) Tom Dean (48"07)                    | 3'12"49 | Q    |
| 4    | 2        | 5      | Stati Uniti   | Ryan Held (48"52) Matthew King (48"40) Hunter Armstrong (47"50) Caeleb Dressel (48"19)                        | 3'12"61 | Q    |
| 5    | 2        | 3      | Canada        | Finlay Knox (49"05) Yuri Kisil(48"34) Javier Acevedo (48"15) Joshua Liendo (47"25)                            | 3'12"77 | Q    |
| 6    | 1        | 4      | Italia        | Lorenzo Zazzeri (48"88) Leonardo Deplano (48"23) Paolo Conte Bonin (48"03) Manuel Frigo (47"80)               | 3'12"94 | Q    |
| 7    | 1        | 6      | Ungheria      | Nándor Németh (48"07) Szebasztián Szabó (48"02) Adam Jaszo (48"74) Hubert Kos (48"13)                         | 3'12"96 | Q    |
| 8    | 1        | 7      | Germania      | Josha Salchow (48"56) Rafael Miroslaw (47"87) Luca Armbruster (48"29) Peter Varjasi (48"43)                   | 3'13"15 | Q,   |
| 9    | 1        | 2      | Spagna        | Sergio de Celis Montalban (48"84) Luis Dominguez (48"27) Cesar Castro Valle (47"91) Mario Molla Yanes (48"17) | 3'13"19 |      |
| 10   | 2        | 6      | Brasile       | Guilherme Santos (48"57) Marcelo Chierighini (48"21) Gabriel Santos (48"86) Breno Correia (48"58)             | 3'14"22 |      |
| 11   | 2        | 1      | Serbia        | Velimir Stjepanović (49"10) Nikola Aćin (48"66) Justin Cvetkov (49"44) Andrej Barna (47"48)                   | 3'14"68 |      |
| 12   | 1        | 1      | Francia       | Hadrien Salvan (49"21) Rafael Fente Damers (48"34) Guillaume Guth (48"66) Amazigh W. Yebba (48"63)            | 3'14"84 |      |
| 13   | 1        | 8      | Polonia       | Mateusz Chowaniec (49"13) Dominik Dudys (48"75) Bartosz Piszczorowicz (48"39) Kamil Sieradzki (48"67)         | 3'14"94 |      |
| 14   | 2        | 7      | Israele       | Tomer Frankel (48"60) Gal Cohen Groumi (48"22) Denis Loktev (48"87) Alexey Glivinskiy (49"72)                 | 3'15"41 |      |
| 15   | 2        | 8      | Svezia        | Robin Hanson (49"09) Bjoern Seeliger (48"61) Elias Persson (48"71) Isak Eliasson (49"30)                      | 3'15"71 |      |
| 16   | 2        | 2      | Grecia        | Andreas Vazaios (49"50) Panagiotis Bolanos (49"68) Stergios Marios Bilas (48"70) Odyssefs Meladinis (49"59)   | 3'17"47 |      |

### Finale
| Pos.    | Corsia | Nazione       | Atleti                                                                                          | Tempo   | Note |
| ------- | ------ | ------------- | ----------------------------------------------------------------------------------------------- | ------- | ---- |
| Oro     | 6      | Stati Uniti   | Jack Alexy (47"67) Chris Guiliano (47"33) Hunter Armstrong (46"75) Caeleb Dressel (47"53)       | 3'09"28 |      |
| Argento | 5      | Australia     | Jack Cartwright (48"03) Flynn Southam (48"00) Kai Taylor (47"73) Kyle Chalmers (46"59)          | 3'10"35 |      |
| Bronzo  | 7      | Italia        | Alessandro Miressi (48"04) Thomas Ceccon (47"44) Paolo Conte Bonin (48"16) Manuel Frigo (47"06) | 3'10"70 |      |
| 4       | 4      | Cina          | Pan Zhanle (46"92) Ji Xinjie (48"58) Chen Juner (48"10) Wang Haoyu (47"68)                      | 3'11"28 |      |
| 5       | 3      | Gran Bretagna | Matt Richards (47"83) Jacob Whittle (48"54) Tom Dean (47"72) Duncan Scott (47"52)               | 3'11"61 |      |
| 6       | 2      | Canada        | Josh Liendo (47"93) Yuri Kisil (48"18) Finlay Knox (48"26) Javier Acevedo (47"81)               | 3'12"18 |      |
| 7       | 8      | Germania      | Josha Salchow (48"28) Rafael Miroslaw (47"66) Luca Armbruster (48"43) Peter Varjasi (47"92)     | 3'12"29 |      |
| 8       | 1      | Ungheria      | Nándor Németh (47"76) Szebasztián Szabó (48"46) Adam Jaszo (48"38) Hubert Kós (48"51)           | 3'13"11 |      |